# Xalet al carrer Grècia, 12 (Calafell)
El Xalet al carrer Grècia, 12 és una obra de les darreres tendències de Calafell (Baix Penedès) protegida com a Bé Cultural d'Interès Local.

## Descripció
Es tracta d'un edifici aïllat de planta irregular i volumetria a base de cubs de diferents alçades. Consta de planta baixa, on es distribueix la zona de dia, i una planta alta, on s'ubica la zona de nit. Les façanes nord-oest i sud-oest són les que tenen menys obertures. Les finestres es concentren a les cares sud-est i nord-est, aprofitant la bona orientació. Els elements metàl·lics, baranes i tanques són de forma arrodonida i contrasten amb les línies completament rectes de la resta de l'edifici. Els murs de les façanes són arrebossats amb morter acolorit.
L'estructura de l'edifici és de parets de càrrega i forjats ceràmics amb elements de formigó armat. La coberta és plana en tota la superfície